# Ben Watson (voetballer)
Benjamin 'Ben' Watson (Camberwell, 9 juli 1985) is een Engels voetballer die bij voorkeur als centrale middenvelder speelt.

## Clubcarrière

### Crystal Palace
Watson maakte zijn debuut als 17-jarige in het shirt van Crystal Palace aan het einde van het seizoen 2002/03. Nog voor zijn 23ste kwam Watson tot meer dan 150 wedstrijden voor zijn club. Gedurende die periode werd hij uitverkozen tot Talent van het jaar van Crystal Palace en speelde hij enkele wedstrijden voor het Engeland -21.

### Wigan Athletic
Begin 2009 verruilde Watson Crystal Palace voor Wigan Athletic getransfereerd. Hij maakte al snel zijn opwachting in de basiself. Hij maakte in een wedstrijd tegen Sunderland zijn eerste doelpunt voor de club. Het seizoen daarop werd Watson twee keer voor een half jaar uitgeleend, eerst aan Queens Park Rangers en vervolgens aan West Bromwich Albion. Wigan haalde hem in april 2010 terug. Hij werd na zijn terugkeer weer een vaste waarde in het elftal van Wigan. Watson was op 11 mei 2013 verantwoordelijk voor het enige en beslissende doelpunt van Wigan in de finale van de FA Cup 2012/13, tegen Manchester City. Datzelfde seizoen degradeerde hij met de club uit de Premier League.

### Watford
Watson verruilde Wigan in januari 2014 voor Watford. Daarmee eindigde hij dat seizoen als nummer twee in de Championship, goed voor promotie naar de Premier League. Watson speelde gedurende 2015/16 in 35 van de 38 competitiewedstrijden van zijn club, zijn hoogste seizoensaantal op het hoogste niveau tot dan toe. Hij eindigde met zijn ploeggenoten in het eerste jaar na de promotie op de dertiende plaats.

### Nottingham Forest
Watson kwam in februari 2018 transfervrij over van Watford en tekende een contract voor tweeënhalf seizoenen bij Nottingham Forest.

## Erelijst
| FA Cup | 1x | 2012/13 |

4 Morato ·
5 Murillo ·
6 Sangaré ·
7 Williams ·
8 Anderson ·
9 Awoniyi ·
10 Gibbs-White ·
11 Wood ·
12 Omobamidele ·
14 Hudson-Odoi ·
15 Toffolo ·
16 Domínguez ·
17 Moreira ·
18 Ward-Prowse ·
19 Moreno ·
21 Silva ·
21 Elanga ·
22 Yates  ·
24 Sosa ·
25 Dennis ·
26 Sels ·
28 Danilo ·
30 Boly ·
31 Milenković ·
32 O'Brien ·
33 Miguel ·
34 Aina ·
Coach: Nuno
· Assistent-coach: Reid